# 라자루스 (영화)
《라자루스》(영어: The Lazarus Effect)는 2015년 공개된 미국의 과학 판타지 공포 영화이다. 다큐멘터리 영화 감독 데이비드 겔브의 유일한 비다큐멘터리 연출작이다.

## 줄거리
대학의 의학 연구원 프랭크와 약혼자 조이는 혼수상태에 빠진 환자를 보조하는 혈청을 개발하는데, 실은 여기에 사망 판정을 받은 사람을 되살리는 효능이 있음이 밝혀진다. 이들은 혈청에 래저러스(Lazarus)라는 이름을 붙인다. 영상 예술가 이바는 이 과정을 기록한다.
이들은 동료 니코, 클레이의 도움을 받으며 최근 안락사된 개의 뇌에 래저러스를 주사해 개를 되살리는 데 성공한다. 개는 백내장이 사라지는 한편 식욕을 잃고 공격성이 증가하는 등 이전과 다른 모습을 보인다. 이들은 래저러스가 개의 뇌에 집중돼 새로운 시냅스를 구축하고 있다는 걸 알게 된다.
이 실험의 존재를 알게 된 학장은 프로젝트를 중단시키고, 자금을 대주던 회사마저 거대 제약 회사에 팔리면서 이들은 프로젝트에 관한 모든 것을 압수당한다. 이들은 래저러스 제조법의 소유권을 주장하기 위해 연구실에 몰래 잠입해 실험을 재개한다. 이 과정에서 조이가 감전사하자 프랭크는 다른 이들의 만류에도 불구하고 래저러스를 사용해 조이를 되살려낸다. 하지만 기쁨도 잠시, 이전과 달라진 조이로 인해 연구실은 순식간에 공포로 뒤덮인다.
조이는 어려서 아파트 화재로 이웃들이 불에 타죽는 생지옥을 목격한 바 있는데, 죽어있던 잠깐 사이에 당시 광경이 재현된 지옥에서 수년에 해당되는 시간을 보내면서 끔찍한 고문을 당했던 것이다. 그 덕분에 조이의 정신은 완전히 망가져 악의로만 가득차게 되었고, 뇌의 발달로 정신 감응, 염력 등의 초능력을 갖춘 상태이다.
조이는 이바가 자신이 있던 지옥을 경험하게 만들고, 이 공간에서 이바는 손에 뭔가를 감추고 있는 어린 조이를 만난다. 조이는 니코에게 자신이 유일하게 믿을 수 있는 사람이라며 입을 맞추려고 하지만 니코가 거부하자 조이는 그를 사물함 안에 가두고 사물함을 찌그려트려 죽인다. 이를 모르는 클레이는 니코를 찾으려하고, 조이는 정전을 일으킨다. 클레이가 니코에게 무슨 짓을 했냐며 행방을 묻자 조이는 클레이의 목구멍에 그가 들고 있던 전자 담배를 꽂아넣어 죽인다. 프랭크는 동물 안락사에 쓰이는 독약을 주사해 조이를 죽이려 하다가 살해된다. 조이는 남은 래저러스 전량을 본인에게 주사한다.
다시 조이가 겪었던 지옥으로 보내진 이바는 어린 조이가 손에 성냥을 쥐고 있는 것을 발견한다. 화재를 일으킨 장본인은 바로 조이였고, 그 대가로 조이는 지옥에 보내지는 운명이 내정됐던 것이다. 어른 조이가 나타나자 이바는 아이 조이를 설득해 문을 열어 탈출한 뒤 조이에게 주사를 꽂아넣고 소방관에게 구조되지만, 이는 전부 환각이었고 이바는 소방관을 가장한 조이에게 목이 꺾여 죽는다. 후에 조이가 래저러스로 가득한 자신의 피를 프랭크에게 주사해 되살리면서 영화는 끝이 난다.

## 출연
- 마크 두플라스 - 프랭크 월턴 박사 역
- 올리비아 와일드 - 조이 매코널 박사 역
- 세라 볼저 - 이바 역
- 에번 피터스 - 클레이 역
- 도널드 글러버 - 니코 역
- 레이 와이즈 - 월리스 씨 역
- 에이미 어퀴노 - 데일리 학장 역
- 제임스 얼 - 보안 요원 테런스 역
- 스콧 셸던 - 보안 요원 역
- 에밀리 컬라보스 - 소녀 역